# Robert Theer

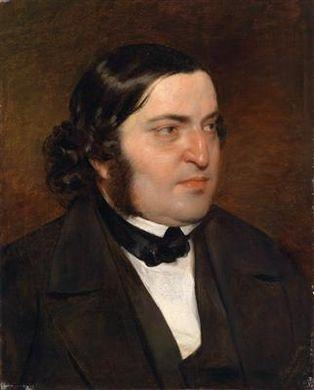
Porträt des Malers Robert Theer von Friedrich von Amerling (1845)

Robert Theer (* 5. November 1808 in Johannesberg; † 15. Juli 1863 in Wien) war ein österreichischer Maler und Lithograf.

## Leben
Robert Theers Eltern waren die Kunststickerin Thekla Theer und der Edelsteinschneider Joseph Theer. Seine beiden jüngeren Brüder, Adolf Theer und Albert Theer, wurden ebenfalls Maler. Die Familie übersiedelte 1820 vom schlesischen Johannesberg nach Wien. Robert Theer zeigte bereits als Kind ein herausragendes Talent zum Zeichnen und wurde auf die Wiener Akademie der bildenden Künste geschickt. Dort besuchte er von 1821 bis 1824 die Graveur-Schule, an der ihn Josef Klieber besonders förderte, und von 1823 bis 1829 die Schule für Historienmalerei und Historienzeichnung.
Er spezialisierte sich auf die Miniaturmalerei von Porträts. Sein Vorbild war Moritz Daffinger. Schon als Sechzehnjähriger eröffnete Theer sein eigenes Atelier. Er gewann rasch eine große Anzahl an Kunden, insbesondere aus höheren Gesellschaftsschichten, die sich von ihm porträtieren ließen. Im Jahr 1833 heiratete er Josefa Katharina Berger. Von 1828 bis 1846 war er mit seinen Werken in den Ausstellungen der Akademie der bildenden Künste vertreten, deren Mitglied er 1843 wurde. Der Maler Gustav Gaul war sein Schüler.
Die hohen Einkünfte aus seinem Atelier gab Robert Theer für seine private Kunstsammlung aus und indem er als Mäzen unterbeschäftigter Künstlerkollegen auftrat. Beispielsweise beauftragte er den Kupferstecher Joseph Steinmüller mit einem Stich nach Raffaels Madonna im Grünen. Der Siegeszug der Daguerreotypie, mit der seine bisherige Kundschaft nunmehr ihren Bedarf nach Porträts decken konnte, traf Theer finanziell schwer. Er versuchte der Konkurrenz durch einen Stilwechsel zu begegnen, indem er ab etwa 1850 bewusst unrealistisch wirkende Porträts anfertigte, konnte dadurch jedoch seine Verarmung nicht aufhalten.
Robert Theer starb im Alter von 54 Jahren und wurde auf dem Wiener Zentralfriedhof bestattet. Seine Grabstätte ist seit 1914 ein Ehrengrab der Stadt Wien. Die Theergasse in Wien-Meidling wurde 1930 wahrscheinlich nach ihm und seinem Bruder Albert Theer benannt.

## Werk

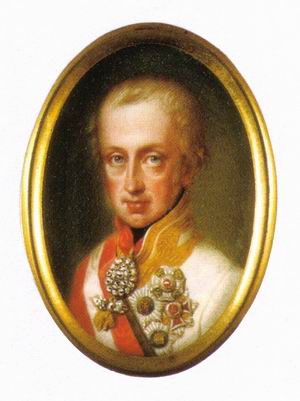
Miniaturbildnis Kaiser Ferdinands I. von Robert Theer (1835)

Robert Theer gilt als der künstlerisch bedeutendste der drei Maler-Brüder Theer. Er schuf Tausende Porträts, zumeist als Miniaturbildnisse auf Emaille oder Elfenbein, gelegentlich auch als Ölgemälde in Lebensgröße. Er betonte die Individualität seiner Modelle, entwickelte jedoch mit der Zeit eine gewisse Manier. Kaiser Ferdinand I. und Kaiserin Maria Anna saßen ihm 1837 Modell. Das Porträt des Kaisers ließ Theer dann auf knapp 150 Tabatieren und Nippes vervielfältigen und vertreiben. Er wirkte auch als Kopist und malte Aquarelle nach alten Meistern.
Theer betätigte sich ebenso als Lithograf, wobei vor allem seine Lithografien nach Gemälden anderer Künstler Anerkennung fanden. Dazu zählte Der Gang Mariens über das Gebirge von Joseph von Führich, ferner Werke von anderen Zeitgenossen wie Karl Agricola, Johann Ender, Thomas Lawrence, Leopold Schulz und Edward von Steinle sowie von alten Meistern wie Andrea Andreani, Antonio da Correggio, Il Guercino, Heinrich Friedrich Füger und Peter Paul Rubens. Theer schuf auch Original-Lithografien, etwa ein Porträt des Klosterneuburger Abts Wilhelm Sedlaczek.